# Le Passage (film, 1965)
Pour les articles homonymes, voir Le Passage.
Pour plus de détails, voir Fiche technique et Distribution.
Le Passage est un court métrage français réalisé en 1965 par Cécile Decugis.

## Synopsis
De retour à Paris après un long séjour en sanatorium, une jeune femme ne reconnaît plus la ville.

## Fiche technique
- Titre : Le Passage
- Réalisation : Cécile Decugis
- Scénario : Cécile Decugis
- Production :  Argos Films
- Photographie : Pierre Lhomme
- Musique : César Gattegno
- Pays d'origine :  France
- Genre : court métrage
- Durée : 30 minutes
- Date de sortie : 1965

## Distribution
- Édith Scob